# Певна
Певна (укр. Певна) — село на Украине, находится в Чудновском районе Житомирской области.
Код КОАТУУ — 1825882802. Население по переписи 2001 года составляет 48 человек. Почтовый индекс — 13264. Телефонный код — 4139. Занимает площадь 0,496 км².

## Адрес местного совета
13256, Житомирская область, Чудновский р-н, с. Жеребки, ул. 50-летия Октября, 1